# 룬드시

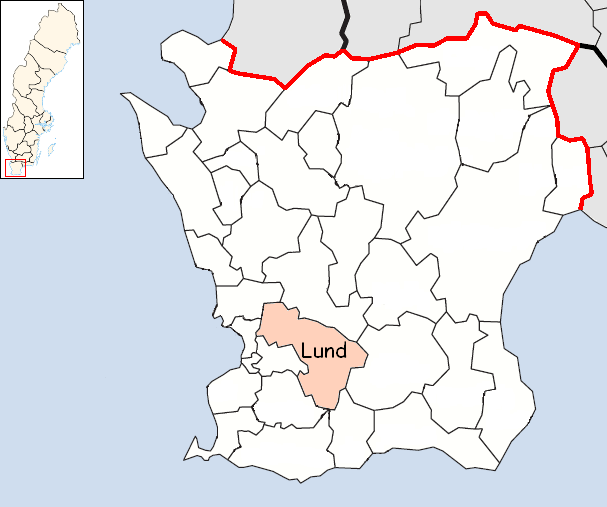
룬드 시의 위치

룬드시(스웨덴어: Lunds kommun)는 스웨덴 스코네주에 위치한 지방 자치체로 행정 중심지는 룬드이며 면적은 439.91km2, 인구는 118,542명(2016년 12월 31일 기준), 인구 밀도는 270명/km2이다.

시 문장